# Yūzō Kanemaru
Yūzō Kanemaru (jap. 金丸 祐三, Kanemaru Yūzō; * 18. September 1987 in Takatsuki) ist ein japanischer Sprinter, der sich auf den 400-Meter-Lauf spezialisiert hat.

## Sportliche Laufbahn
Erste internationale Erfahrungen sammelte Yūzō Kanemaru im Jahr 2005, als er mit der japanischen 4-mal-400-Meter-Staffel bei den Weltmeisterschaften in Helsinki im Vorlauf disqualifiziert wurde. Anschließend siegte er bei den Asienmeisterschaften im südkoreanischen Incheon in 46,04 s sowie mit der Staffel in 3:03,51 min. Im Jahr darauf belegte er bei den Juniorenasienmeisterschaften in Macau in 21,95 s den fünften Platz im 200-Meter-Lauf und siegte mit der Staffel in 3:10,09 min. Anschließend belegte er bei den Juniorenweltmeisterschaften in Peking in 46,70 s den siebten Platz über 400 Meter und erreichte mit der Staffel in 3:16,61 min Rang acht. Beim Weltcup in Athen kam er mit der asiatischen 4-mal-400-Meter-Stafette auf den siebten Platz. Daraufhin nahm er erstmals an den Asienspielen in Doha teil und klassierte sich dort mit 46,47 s auf dem vierten Platz, wie auch mit der Staffel nach 3:07,07 min.
2007 startete er bei den Weltmeisterschaften in Osaka über 400 Meter, schied dort aber in der ersten Runde aus. Im Jahr darauf schaffte er die Qualifikation für die Olympischen Spiele in Peking, bei denen er mit 46,39 s im Vorlauf ausschied. 2009 nahm er an der Sommer-Universiade in Belgrad teil und siegte dort in 45,68 s über 400 Meter und gewann mit der Staffel in 3:06,46 min die Bronzemedaille hinter den Teams aus Australien und Polen. Anschließend schied er bei den Weltmeisterschaften in Berlin mit 46,83 s in der Vorrunde aus, ehe er bei den Asienmeisterschaften in Guangzhou in 46,60 s die Silbermedaille hinter Prasanna Amarasekara aus Sri Lanka gewann. Zudem gewann er mit der Staffel in 3:04,13 min die Goldmedaille. Im Jahr darauf wurde er beim Continentalcup in Split in 45,95 s Siebter und nahm anschließend erneut an den Asienspielen in Guangzhou teil. Dort gewann er in 45,32 s die Silbermedaille im Einzelbewerb hinter dem Katari Femi Ogunode und gewann auch mit der Staffel in 3:02,43 min die Silbermedaille hinter Saudi-Arabien.
2011 gewann er bei den Asienmeisterschaften in Kōbe in 46,38 s die Bronzemedaille hinter dem Saudi Youssef Masrahi und seinem Landsmann Hideyuki Hirose und mit der Staffel gewann er in 3:04,72 min ein weiteres Mal die Goldmedaille. Anschließend erreichte er bei den Weltmeisterschaften in Daegu das Halbfinale über 400 Meter, in dem er mit 46,11 s ausschied. Auch mit der Staffel verpasste er mit 3:02,64 min den Einzug ins Finale. Im Jahr darauf qualifizierte er sich erneut für die Teilnahme an den Olympischen Spielen in London und schied dort mit 46,01 s in der ersten Runde aus und auch in der 4-mal-400-Meter-Staffel verpasste er mit 3:03,86 min den Finaleinzug. 2013 gewann er bei den Asienmeisterschaften in Pune in 45,95 s die Bronzemedaille hinter Yousef Ahmed Masrahi aus Saudi-Arabien und Ali Khamis Khamis aus Bahrain. Zudem gewann er mit der Staffel in 3:04,46 min die Silbermedaille hinter Saudi-Arabien. Anschließend schied er bei den Weltmeisterschaften in Moskau mit 46,28 s im Halbfinale aus und verpasste mit der Staffel in 3:02,43 min den Finaleinzug. 2014 scheiterte mit der japanischen Stafette bei den Leichtathletik-Hallenweltmeisterschaften in Sopot mit 3:12,63 min in der Vorrunde. Anschließend wurde er bei den World Relays auf den Bahamas in 3:03,24 min Zweiter im B-Finale. Beim Continentalcup in Marrakesch erreicht er nach 48,08 s Rang acht und nahm anschließend zum dritten Mal an den Asienspielen in Incheon teil und siegte dort in 3:01,88 min mit der Staffel und belegte im Einzelbewerb in 46,04 s den vierten Platz.
2015 gewann er bei den Asienmeisterschaften in Wuhan in 3:03,47 min die Bronzemedaille im Staffelbewerb hinter den Teams aus Katar und Saudi-Arabien. Anschließend schied er bei den Weltmeisterschaften in Peking mit 45,65 s über 400 Meter in der ersten Runde aus und verpasste mit der Staffel mit 3:02,97 min ein weiteres Mal den Finaleinzug. Bei seinen dritten Olympischen Spielen in Rio de Janeiro scheiterte er mit 48,38 s erneut im Vorlauf und 2017 schied er bei den Weltmeisterschaften in London mit der Staffel mit 3:07,29 min in der Vorrunde aus.
In den Jahren von 2005 bis 2013 sowie 2015 wurde Kanemaru japanischer Meister im 400-Meter-Lauf.

## Persönliche Bestleistungen
- 200 Meter: 20,69 s (+1,9 m/s), 21. Mai 2006 in Yokohama
- 400 Meter: 45,16 s, 9. Mai 2009 in Osaka